# Гнев
Гнев — отрицательно окрашенная эмоция и реакция, выражающаяся в недовольстве каким-либо явлением, негодованием или возмущением, возникающим у человека в результате действий объекта его гнева. Гнев включает сильную неудобную и несовместимую реакцию на воспринимаемую провокацию, обиду или угрозу. Человек, испытывающий гнев, часто испытывает физические эффекты, такие как учащённое сердцебиение, повышенное кровяное давление и повышенный уровень адреналина и норадреналина. Гнев может иметь множество физических и психических последствий. Внешнее выражение гнева можно найти в мимике, языке тела, физиологических реакциях, а иногда и в публичных актах агрессии. Выражение лица может варьироваться от внутреннего наклона бровей до полного хмурого взгляда. Современные психологи рассматривают гнев как нормальную, естественную и зрелую эмоцию, которую время от времени испытывают практически все люди, и как нечто, имеющее функциональное значение для выживания. Однако неконтролируемый гнев может негативно повлиять на личное или социальное благополучие и негативно повлиять на окружающих. В современном обществе гнев часто возникает во время управления автомобилем (т.н. «дорожное бешенство»). 

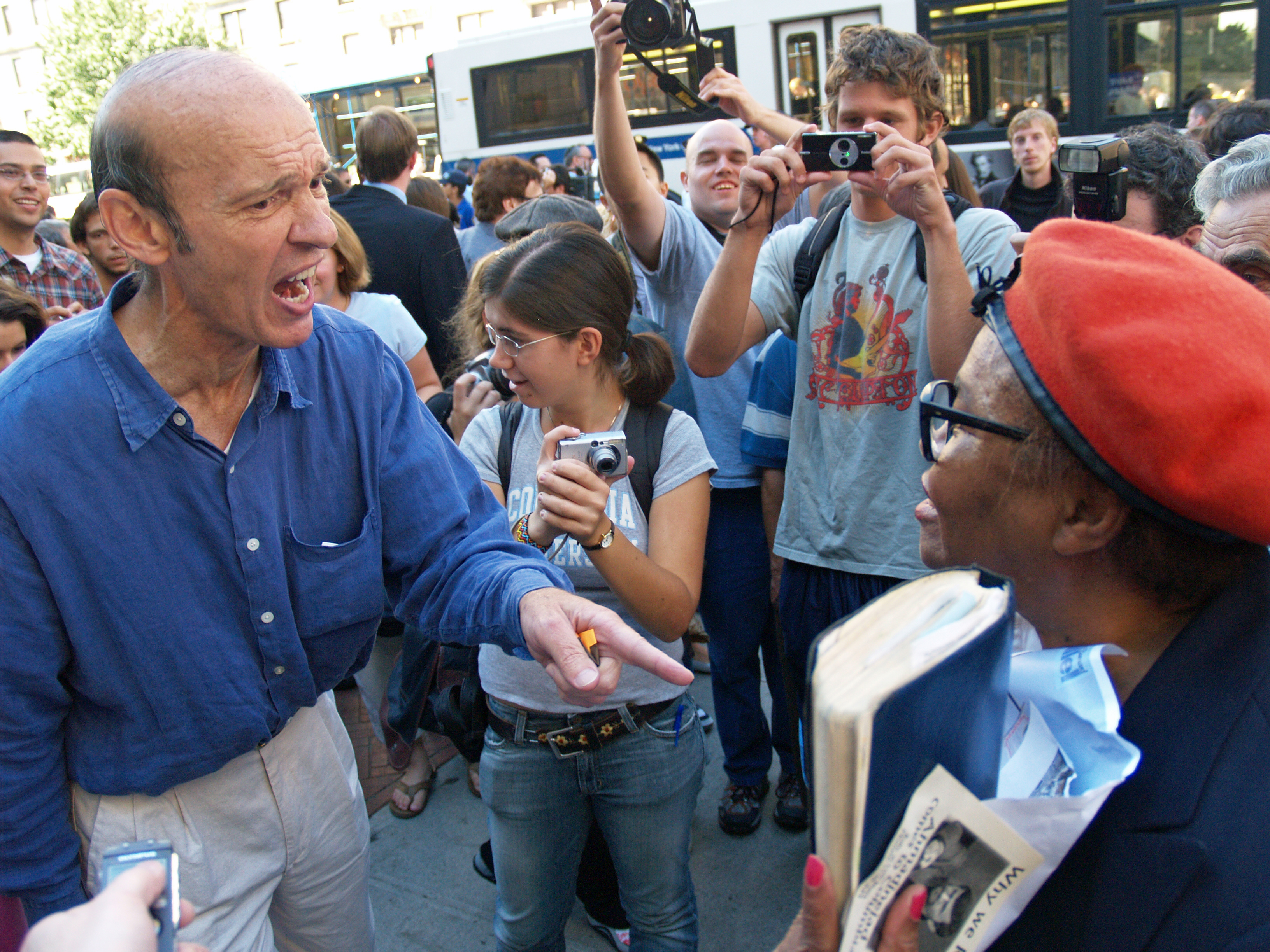
Гневный спор о религии во время акции протеста в Колумбийском университете, 2007 год. Аудиозапись приводится ниже

## Психология

### Оценка
Для оценки раздражительности в психологии применяется коэффициент раздражительности (англ. Irritability Quotient). Для определения коэффициента раздражительности применяются специальные тесты. Людям с высоким коэффициентом раздражительности рекомендуется проходить специальный курс управления гневом (см. ниже).

### Управление гневом
Управление гневом — это процесс развития навыков и стратегий, которые помогают управлять и регулировать свои эмоции гнева. Техники релаксации, такие как глубокое дыхание, медитация, йога или прогулки на свежем воздухе, могут помочь снизить уровень гнева и успокоиться. Поддержка со стороны друзей, семьи или профессионалов (психологов, тренеров и т. д.) может быть очень полезной.

### Эксперименты
Результаты трёх экспериментов в области гендерных стереотипов в бизнесе, проведённые в 2008 году Викторией Бресколл из Йельского университета, показали, что женщин больше наказывают за проявление гнева на рабочем месте. Если выражение гнева мужчинами воспринимается как проявление силы, то гнев женщины воспринимается как показатель слабости и иррациональности.

## В религиях

### В христианстве
Греховный гнев (греч. Ὀργή) в православии входит в одну из восьми греховных страстей, в католичестве также считается одним из семи смертных грехов.
В христианстве гнев понимается как «сильное, возбуждённое состояние духа против ближнего», греховность или безгрешность которого зависит от его причин, цели и степени. Считается, что гнев благочестивых людей представляет собой их крайнее отвращение и негодование против греха, является безгрешным и не чужд даже Богу. В то же время неправедный гнев (гнев, порождающий грех), особенно против ближнего, и особенно затягивающийся, считается греховным, способным перерастать в злость и желание мести. Как «жажду мести» (appetitus vindictae) определяет гнев (ira) Фома Аквинский.

### В иудаизме
Если гнев возбуждается чувством справедливости при виде совершающегося преступного действия, то он похвален, и это есть поступок праведных: Чис. 25:13; Псал. 69:3.
Во всех остальных случаях гнев осуждается, причём везде рекомендуется долготерпение: Прит. 14:29; ср. Прит. 12:16; Прит. 14:17; Иов. 5:2; Сир. 27:33.

### В исламе
В исламе гнев понимается как эмоциональное возбуждение, вызванное сильным недовольством из-за обиды или несправедливости. Считается, что «мгновенный гнев», возникновение которого неподвластно контролю человека, является естественным и не предосудительным. В отличие от него, действия, совершаемые под влиянием гнева — осуждаются.

### В буддизме
Гнев является одним из пяти «ядов», которого следует избегать.
В тибетском буддизме освобождение гнева связано с одним из пяти Будд Высшей мудрости: Будда Акшобхья преобразует гнев человека в чистейшую мудрость, подобную зеркалу — Зерцалоподобную Мудрость. Это означает, что противоядием против гнева является постижение природы гнева, пустоты — шуньяты.

### В индуизме
Царь Юдхиштхира в третьей книге «Махабхараты», объясняя Кришне Драупади пагубность гнева, говорит:

Гнев — людям погибель, но он же им и защита; знай, многомудрая, что гнев — в равной мере корень и зла, и блага. Подавляющий в себе гнев, о красавица, достигает благополучия; кто же, о милая, не в силах постоянно его сдерживать, того неистовый гнев доводит до беды. — Махабхарата. Книга третья. Лесная (Араньякапарва). — Москва: Наука, 1987. — 800 с. — (Памятники письменности Востока). — 35 000 экз.

## В искусстве
Католическое искусство отводило много места аллегорическому и персонифицированному изображению смертного греха гнева.
Гнев постоянно изображался в средневековых скульптурных циклах добродетелей и пороков. Нередко он воплощается в фигуре разгневанного человека, который нападает на беззащитного младенца. Оружием Гнева является кинжал или меч, размахивать им может воин, разбойник или условная женская фигура. Кроме младенца в качестве жертвы может фигурировать монах (особенно в средневековой аллегории). Кроме того, фигура Гнева может встречаться в качестве одного из Четырёх темпераментов. Атрибутом Гнева является лев.